# محجر بحري

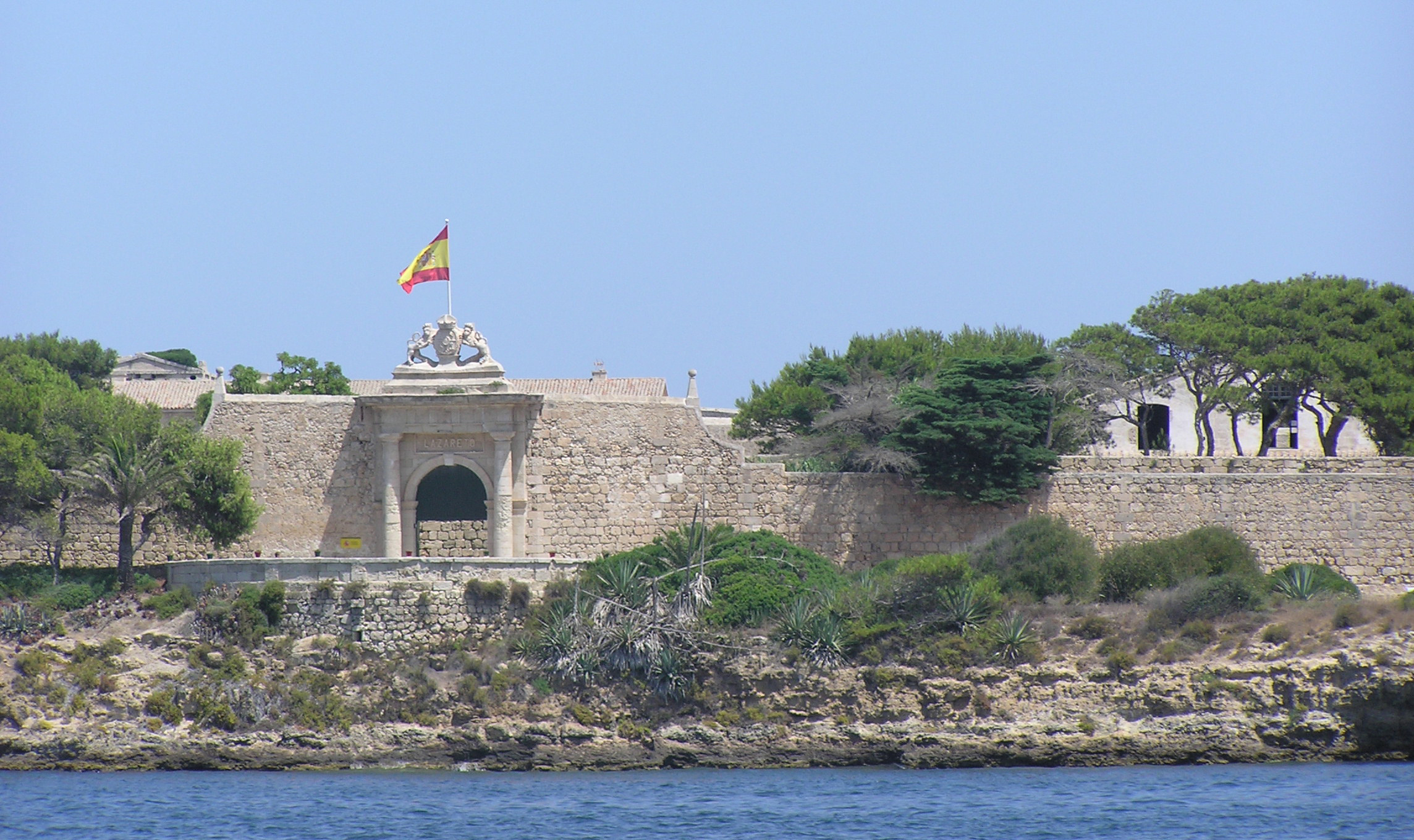
المدخل الرئيسي للازاريتو في جزيرة ماهون

لازاريتو (بالإيطالية: lazaretto)‏ هي محطة حجر صحي للمسافرين عبر البحر. قد تكون سفنًا راسية بشكل دائم أو جزرًا منعزلة أو مبان في البر الرئيسي. حتى عام 1908، استخدمت أيضًا لتطهير المواد البريدية وعادة عن طريق التبخير. كانت تسمى مستوطنة من المجذومين والتي يديرها نظام ديني مسيحي منزل لازار تيمنًا بلازاروس المتسول.